# Borbjerg (plaats)
Borbjerg is een plaats (by) in de Deense regio Midden-Jutland, en maakt deel uit van de gemeente Holstebro. Borbjerg telt 346 inwoners (2007).